# Магнум, Вилли
Вилли Персон Мангум (англ. Willie Person Mangum; 10 мая 1792 — 7 сентября 1861) — американский политик и плантатор, сенатор от Северной Каролины в 1831—36 и в 1840—53 годах. Он был одним из основателей и ведущих членов партии вигов и был кандидатом на пост президента в 1836 году в рамках неудачной стратегии вигов, направленной на победу над Мартином Ван Бюреном путем выдвижения четырех кандидатов, популярных в разных частях страны.
С 1842 по 1845 год Магнум занимал пост временного президента Сената во время президентства Джона Тайлера, занявшего свой пост после смерти Уильяма Генри Гаррисона, избранного в 1840. Таким образом, в этот период он был первым в линии преемственности президентских полномочий, поскольку у Тайлера не было вице-президента (в то время не существовало конституционного механизма заполнения вакансии вице-президента в течение срока). Если бы Тайлер умер, ушел в отставку или был отстранен от должности, Мангум стал бы исполняющим обязанности президента.

## Биография
Мангум родился 10 мая 1792 года в округе Дарем в Северной Каролине (тогда это место было частью округа Ориндж) в семье плантаторов. Он был сыном Кэтрин (Дэвис) и Уильяма Персона Мангума. В юности он учился в уважаемой частной школе в Роли, которой руководил Джон Чавис, свободный чернокожий. Они оставались друзьями на протяжении многих лет и долго переписывались. Магнум окончил Университет Северной Каролины в 1815 году.
Мангум начал заниматься юридической практикой и политикой: он был избран в Палату представителей, где проработал с 1823 по 1826 год. После перерыва в должности судьи Магнум был избран законодательным собранием Северной Каролины как демократ в Сенат в 1830 году, но его пребывание в Демократической партии было недолгим. Он выступал против президента Эндрю Джексона по большинству важнейших вопросов того времени, включая протекционистский тариф, нуллификацию и создание Банка Соединённых Штатов. В 1834 году Мангум открыто объявил себя вигом, а два года спустя оставил пост сенатора.
Из-за отсутствия организационной сплоченности в новой партии вигов во время выборов 1836 года, они выдвинули четырех кандидатов в президенты: Дэниела Уэбстера в Массачусетсе, Уильяма Генри Гаррисона в оставшихся северных и пограничных штатах, Хью Уайта в среднем и нижнем и Мангума в Южной Каролине. Некоторые оптимистично настроенные виги считали, что выдвижение нескольких кандидатов приведёт к тому что кандидат-демократ Мартин Ван Бюрен не получит большинства голосов выборщиков, что приведет к условным выборам в Палате представителей, где представители партии вигов смогут объединиться вокруг одного из кандидатов и избрать его президентом. Вопреки этим надеждам, Ван Бюрен набрал больше половны голосов выборщиков. Законодательное собрание Южной Каролины проголосовало за то, чтобы 11 выборщиком штата проголосовали за Магнума (Южная Каролина не использовала народное голосование на выборах до 1865 года).
После четырёхлетнего отсутствия Мангум прослужил ещё два срока в Сенате, где был важным союзником Генри Клея. В 1842 году он сменил Сэмюэля Саутхарда на посту временного президента Сената, когда должность вице-президента оказалась вакантной. После вступления в должность 23 мая он стал вторым в линии наследование президентской власти (обычно временный президент сената занимает третье место в линии наследования после президента и вице-президента, но вскоре после избрания в 1840 президент Уильям Генри Гаррисон умер и должность президента занял вице-президент Джон Тайлер; он выжил по случайности во время катастрофы USS Princeton в 1844 году) оставался им до приведения к присяге избранного в 1844 году вице-президента Джорджа Далласа 4 марта 1845 года. В 1852 году Магнум отклонил предложение баллотироваться на пост вице-президента от партии вигов; вместо него был выдвинут его земляк из Северной Каролины Уильям Александр Грэм.
Понимая, что у него мало шансов на переизбрание после начала распада партии вигов после выборов, Мангум вышел в отставку в 1853 году, по окончании своего второго срока. В 1856 году он, как и многие бывшие виги, вступил в националистическую Американскую партию, но вскоре после этого инсульт положил конец его политической карьере.
Мангум умер в своём родовом поместье в Ред-Маунтин 7 сентября 1861 года. Он был похоронен на семейном кладбище в своём поместье.

## Семья
В 1819 году Мангум женился на Черити Элстон Кейн с плантации Плезант-Гроув. У них было пятеро детей. Их единственный сын погиб в июле 1861 года в первом сражении при Булл-Ране, на месяц раньше своего отца.
Его плантация с рабами была известна как Уолнат-Холл; в биографии Джона Чависа 1931 года отмечалось, что Мангум разрешил похоронить своего бывшего учителя на своей земле.